# Wojkowice Kościelne

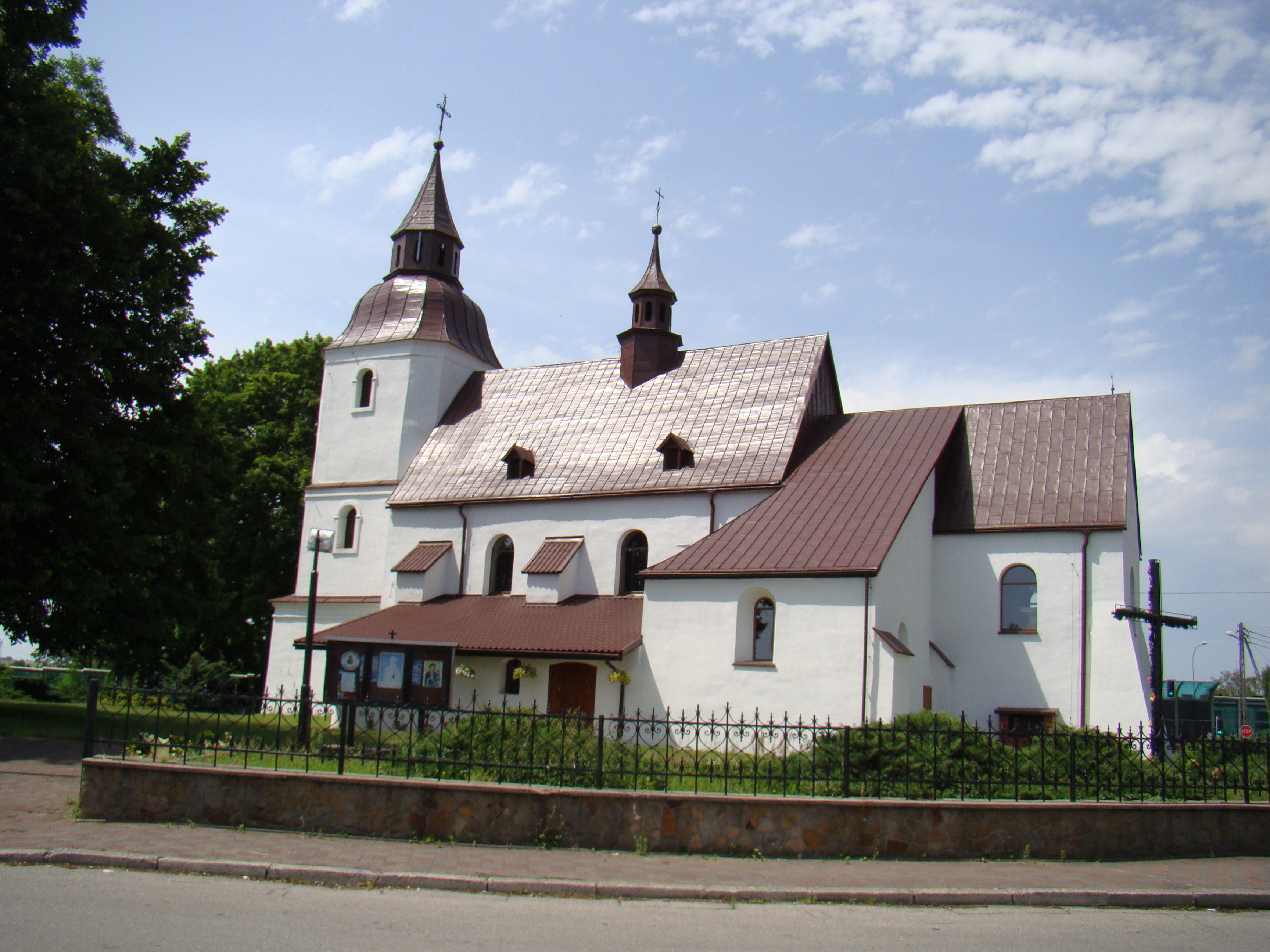
Kościół pod wezwaniem św. Marcina

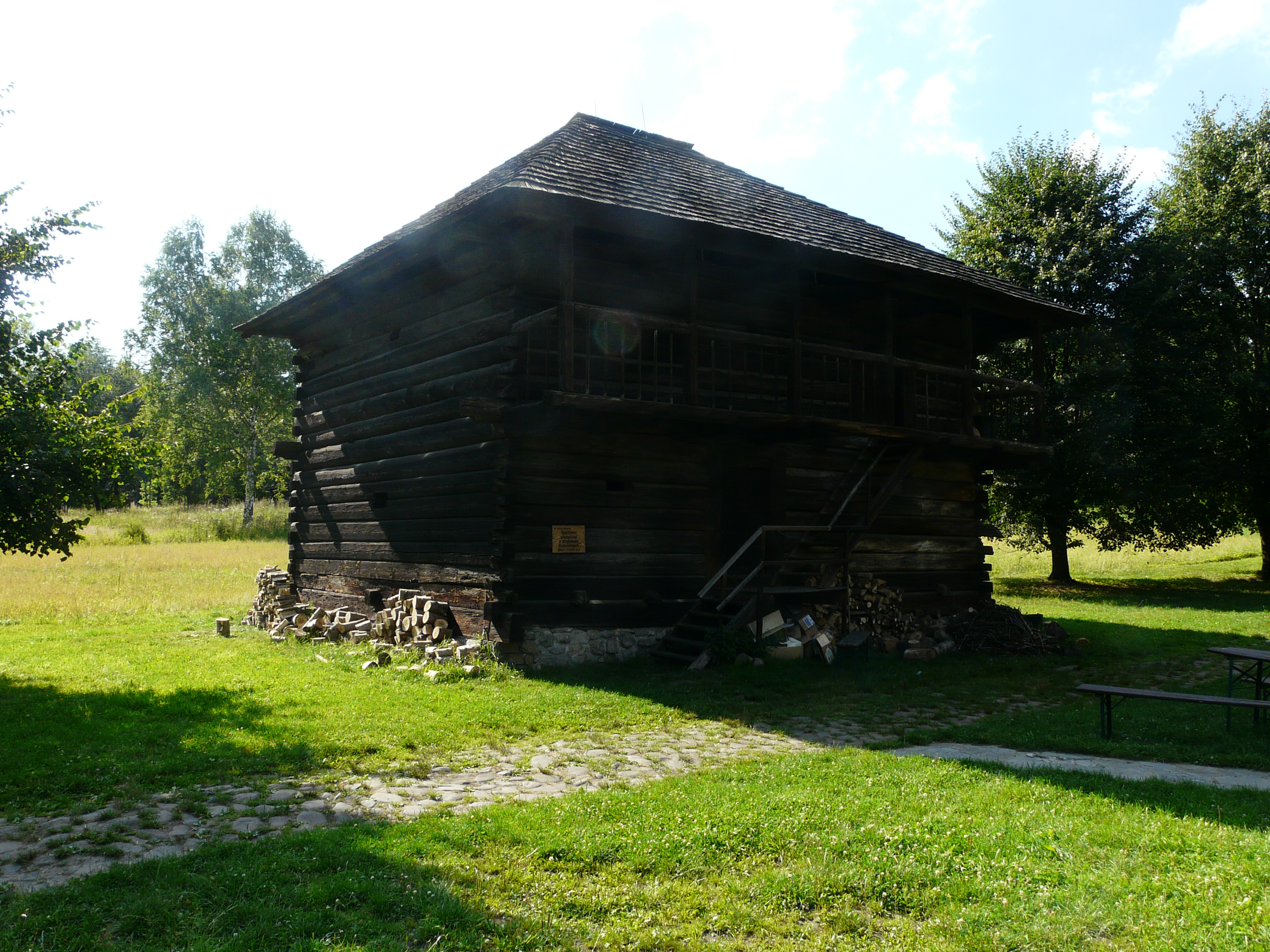
Spichlerz z Wojkowic z 1675, Górnośląski Park Etnograficzny

Wojkowice Kościelne – wieś sołecka w Polsce, położona w województwie śląskim, w powiecie będzińskim, w gminie Siewierz, w Zagłębiu Dąbrowskim. 
W latach 1973–1975 miejscowość była siedzibą gminy Wojkowice Kościelne. W latach 1975–1998 miejscowość administracyjnie należała do województwa katowickiego.

## Nazwa
Nazwa miejscowości notowana była w formach Woycowicz (1325-27), Woykowycze Kosczelne (1470-80), Woykowice (1787), Woykowice Kościelne (1827). Jest to nazwa patronimiczna od nazwy osobowej Wojek, która jest skróceniem od imion złożonych typu Wojciech, Wojsław.
| SIMC    | Nazwa       | Rodzaj    |
| ------- | ----------- | --------- |
| 0221706 | Chałupki    | część wsi |
| 0221712 | Karsów      | część wsi |
| 0221729 | Nowa Wieś   | część wsi |
| 0221735 | Pastwiska   | część wsi |
| 0221741 | Pierkowskie | część wsi |
| 0221758 | Podskale    | część wsi |
| 0221764 | Zawodzie    | część wsi |

## Historia
Miejscowość ma metrykę średniowieczną i istnieje co najmniej od XIV wieku. Wymieniona po raz pierwszy w 1325 w dokumencie zapisanym w języku łacińskim jako Woycowicz. Jan Długosz w księdze Liber beneficiorum dioecesis Cracoviensis z lat 1470-1480 odnotowuje we wsi murowany kościół św. Marcina uposażony ziemią oraz miejscowych dziedziców Jana Działeckiego właściciela połowy majętności oraz Mateusza, Andrzeja i Mikołaja właścicieli drugiej połowy.
Od XV wieku miejscowość należała do biskupstwa krakowskiego, a później stała się własnością królewską i leżała w województwie krakowskim w Koronie Królestwa Polskiego, a od unii lubelskiej z 1569 w Rzeczypospolitej Obojga Narodów.
Po rozbiorach Polski miejscowość znalazła się w zaborze rosyjskim i leżała w Królestwie Polskim. W Słowniku geograficznym Królestwa Polskiego wymieniona jest jako wieś i folwark leżące w powiecie będzińskim w gminie i parafii Wojkowice. W 1827 w miejscowości znajdowało się 99 domów zamieszkiwanych przez 588 mieszkańców. W 1893 liczba domów spadła do 90, a mieszkańców do 852. Wieś liczyła 1529 mórg ziemi włościańskiej. Folwark liczył 434 morgi ziemi, stało w nim 7 domów zamieszkanych przez 27 mieszkańców. Osiedle proboszcza liczyło 8 morg, na których znajdowało się 5 domów zamieszkanych przez 3 mieszkańców. We wsi znajdowały się również zabudowania młyna złożone z 2 budynków zamieszkanych przez 15 mieszkańców i położonych na 47 morgach ziemi. Miejscowość posiadała murowany kościół parafialny, szkołę początkową, przytułek dla 2. ubogich, młyn, a także urząd gminy.
W okresie międzywojennym Wojkowice Kościelne należały do gminy Wojkowice Kościelne. Po II wojnie światowej przechodziły kolejno pod administrację gminy Wojkowice Kościelne (1945-1949), gminy Ząbkowice (1950-1954), gromady Wojkowice Kościelne (1954–72), gminy Wojkowice Kościelne (1973-1975), miasta Ząbkowice (1975-1977) i wreszcie gminy Siewierz od 1 lutego 1977.

## Zabytki
Jedynym zabytkiem Wojkowic Kościelnych jest usytuowany przy DK 86 zabytkowy kościół św. Marcina i Doroty, najstarsze części świątyni: prezbiterium, skarbiec (dawna zakrystia) i część nawy zbudowane są w stylu romańskim. Jest to równocześnie sanktuarium Matki Bożej Dobrej Drogi.

## Parafia Wojkowice Kościelne
Parafia pw. św. Marcina w Wojkowicach Kościelnych istniała przed 1325 r., ale kościół mógł istnieć wcześniej, o czym świadczy najstarsza jego część – romańskie prostokątne prezbiterium, zbudowane z ciosów kamiennych oraz dawna zakrystia po stronie północnej (obecnie skarbiec) i niewielka partia nawy.
Miejscowość należy do najstarszych miejscowości ziemi siewierskiej. Jak podają źródła wieś początkowo była własnością książęcą, a od 1380 r. stała się własnością szlachecką. Do 1795 r. stanowiła własność kapituły katedralnej krakowskiej.
Świątynia była wielokrotnie przebudowywana, m.in. w roku 1618, 1750 i po II wojnie światowej. Od momentu sprowadzenia w 1625 r. przez ks. Marcina Zelbrzykowskiego (lub Zelbrychowicza) obrazu Maryi z Dzieciątkiem Jezus, datowany jest kult maryjny. Potwierdzeniem ciągłości kultu było erygowanie 27 czerwca 1987 r., przez metropolitę częstochowskiego Stanisława Nowaka, sanktuarium Matki Bożej Dobrej Drogi. Po pożarze kościoła w grudniu 1985 r. został on gruntownie odrestaurowany.
We wnętrzu na uwagę zasługuje m.in. umieszczony w ołtarzu głównym wizerunek Maryi z Dzieciątkiem, namalowany w latach 1460-1470. Ponadto w kościele znajdują się klasycystyczne organy, zbudowane przypuszczalnie w XIX w.
Do parafii należą miejscowości: Hektary, Karsów, Kuźnica Piaskowa, Kuźnica Podleśna, Kuźnica Warężyńska, Marcinków, Nowa Wieś, Pastwiska, Pierkowskie, Podwarpie, Podskale, Tuliszów, Warężyn, Wojkowice Kościelne, Zawarpie, Zawodzie.

## Handel
Na terenie wsi działa jeden supermarket (Biedronka), Hurtownia budowlana, Sklep narzędziowy (Elektro-Mar) oraz ponad 10 sklepów spożywczych (o powierzchni mniejszej niż 400 m²) w tym trzy sklepy powszechne: Swieżyzna, Odido(ul. Podwarpie), ABC.

## Wspólnoty wyznaniowe
- Parafia Świętego Marcina BM w Wojkowicach Kościelnych
- Sala Królestwa zborów Świadków Jehowy[23]